# Dharmasthali
Dharmasthali es un pueblo ubicado en el distrito de Katmandú, provincia de Bagmati, Nepal.

## Superficie
Cuenta con una superficie de 1,859 kilómetros cuadrados.

## Demografía
Datos hasta 2015
- Población: 7062 habitantes.[1]
- Densidad de población: 3,798 habitantes por kilómetro cuadrado.[1]
- Población masculina: 3550 (50,3%).[1]
- Población femenina: 3512 (49,7%).[1]